# West Okoboji (Iowa)
West Okoboji es una ciudad ubicada en el condado de Dickinson en el estado estadounidense de Iowa. En el Censo de 2010 tenía una población de 289 habitantes y una densidad poblacional de 79,65 personas por km².

## Geografía
West Okoboji se encuentra ubicada en las coordenadas 43°20′52″N 95°10′0″O / 43.34778, -95.16667. Según la Oficina del Censo de los Estados Unidos, West Okoboji tiene una superficie total de 3.63 km², de la cual 3.31 km² corresponden a tierra firme y (8.71%) 0.32 km² es agua.

## Demografía
Según el censo de 2010, había 289 personas residiendo en West Okoboji. La densidad de población era de 79,65 hab./km². De los 289 habitantes, West Okoboji estaba compuesto por el 98.62% blancos, el 0.35% eran afroamericanos, el 0% eran amerindios, el 0% eran asiáticos, el 0% eran isleños del Pacífico, el 0.35% eran de otras razas y el 0.69% pertenecían a dos o más razas. Del total de la población el 1.38% eran hispanos o latinos de cualquier raza.